# Lancetes subseriatus
Lancetes subseriatus är en skalbaggsart som beskrevs av Zimmermann 1924. Lancetes subseriatus ingår i släktet Lancetes och familjen dykare. Inga underarter finns listade i Catalogue of Life.